# Helmut Petri
Helmut Petri (* 7. November 1907 in Köln; † 21. Juni 1986 ebenda) war ein deutscher Ethnologe, der sich insbesondere mit indigenen Völkern Australiens befasste. Er war von 1958 bis 1971 Professor für Völkerkunde an der Universität zu Köln.

## Leben
Er begann sein Universitätsstudium im Jahr 1928 (Wirtschaft, Geschichte und Philosophie sowie Studienleistungen in Vorgeschichte und Anthropologie). Studien führten ihn auch nach Rom und Wien, wo er bei Wilhelm Schmidt, Wilhelm Koppers und Robert von Heine-Geldern studierte. In dieser frühen Phase wurde Petri besonders von mesoamerikanischen Kulturen eingenommen, welche er unter der Leitung von Fritz Röck studierte und Nahuatl lernte. Er promovierte 1933 an der Universität Frankfurt am Main mit einer Arbeit über Geldformen der Südsee.
Seine erste berufliche Ernennung fand in Wien statt, wo er Kurator am Ethnologischen Museum und am Naturhistorischen Museum war. 1935 zog er zurück nach Frankfurt am Main, um eine Stelle beim Forschungsinstitut für Kulturmorphologie unter Leo Frobenius anzunehmen. Von 1938 bis 1939 begann er seine erste ethnografische Feldforschung, die ihn in die Region Kimberley in Westaustralien führte. Dort arbeitete er insbesondere mit den Worrorra, Ngarinjin und anderen Stämmen des Dampier-Archipels zusammen. Bei seiner Rückkehr wurde er 1939 in die Wehrmacht eingezogen und diente im Zweiten Weltkrieg als Funker in Frankreich, Griechenland, Nordafrika und Italien. Am Ende des Krieges wurde er gefangen genommen und mehrere Monate in einem amerikanischen Kriegsgefangenenlager festgehalten. 
Nach seiner Freilassung nahm er seine frühere Tätigkeit als Ethnologe am Frobenius-Institut unter der Leitung von Adolf Ellegard Jensen wieder auf. Er habilitierte sich 1949 und lehrte anschließend als Privatdozent an der Goethe-Universität Frankfurt am Main. Nach einer weiteren Feldarbeit in Australien in den Jahren 1953–1954, wurde er 1956 in Frankfurt zum außerplanmäßigen Professor ernannt. 
Zwei Jahre später wurde Petri als ordentlicher Professor an die Universität zu Köln berufen, wo er den Lehrstuhl für Völkerkunde übernahm. 1959 heiratete er Gisela Odermann, eine Ethnologin, die ihn 1953/54 auf seiner Feldforschungsexpedition begleitet hatte. Er ging 1971 in den Ruhestand.
Petri starb in Köln nach 6 Wochen auf einer Intensivstation, nachdem er nach einem Autounfall im Mai 1986 ins Krankenhaus eingeliefert worden war.

## Schriften (Auswahl)
- Sterbende Welt in Nordwest-Australien. Braunschweig 1954, OCLC 185316149.
- Volker in der grünen Hölle. Lengerich 1962, OCLC 73627041.
- mit Hans Nevermann und Ernest A. Worms: Die Religionen der Südsee und Australiens. Stuttgart 1968 (Die Religionen der Menschheit, Bd. 5,2), OCLC 611477303.
- Der australische Medizinmann. The Australian medicine man. Carlisle 2014, ISBN 0-85905-583-3.